# Stegocephalina wagini
Stegocephalina wagini is een vlokreeftensoort uit de familie van de Stegocephalidae. De wetenschappelijke naam van de soort is voor het eerst geldig gepubliceerd in 1936 door Gurjanova.